# Hydroxyferroroméit
Hydroxyferroroméit ist ein seltenes Mineral aus der Mineralklasse der Oxide und Hydroxide. Es kristallisiert im kubischen Kristallsystem mit der Zusammensetzung (Fe2+1,5□0,5)Sb5+2O6(OH), ist also ein Eisen-Antimonat mit zusätzlichen Hydroxidionen und teilweise vakanter A-Position.
Hydroxyferroroméit findet sich in Form von bis 50 µm großen, pulverigen Boxwork-Verdrängungen nach Tetraedrit, die sich in einer Siderit-Quarz-Matrix befinden. Seine Typlokalität ist das 15 km nördlich der Grenze zu Spanien befindliche Prospekt „Correc d’en Llinassos“ („Ravin d’en Llinassous“, katalanisch Llinassos Brook) (Koordinaten des Prospekts Correc d’en Llinassos) beim Dorf Oms, Arrondissement Céret in der Region Okzitanien im Département Pyrénées-Orientales, Frankreich.

## Etymologie und Geschichte
Aufgrund der relativen Häufigkeit des Minerals Ullmannit in der kleinen, an der Wende 19./20. Jahrhunderts entdeckten und hauptsächlich zwischen 1937 und 1939 in Abbau gestandenen Siderit-Lagerstätte Oms untersuchten die Hobbymineralogen Georges Favreau und Christian Berbain die Verwitterungszone dieser Lagerstätte nach seltenen Nickelsekundärmineralen. Diese Arbeiten führten zum ersten Nachweis von Bottinoit in Frankreich sowie zur Entdeckung eines hellgelben Minerals führte, welches im Jahre 2012 als Omsit (IMA 2012-025), Ni2Fe3+(OH)6[Sb(OH)6] erstbeschrieben wurde. Im Anschluss daran wurde in einer bleifreien Zone dieses Vorkommens ein Bindheimit-ähnliches Mineral gefunden, in welchem nach einer energiedispersiven röntgenspektroskopischen Analyse eine einzigartige Elementkombination festgestellt wurde, was das Vorhandensein eines weiteren neuen Minerals nahelegte.
Nach der Ermittlung der physikalischen, chemischen und strukturellen Eigenschaften des Minerals aus dem Prospekt „Correc d’en Llinassos“ wurde es der International Mineralogical Association (IMA) vorgelegt, die es im Jahre 2012 unter der vorläufigen Bezeichnung IMA 2016-006 anerkannte. Die wissenschaftliche Erstbeschreibung dieses Minerals erfolgte im Jahre 2017 durch ein internationales Forscherteam mit Stuart J. Mills, Andrew G. Christy, Mike S. Rumsey, John Spratt, Erica Bittarello, Georges Favreau, Marco E. Ciriotti und Christian Berbain im europäischen Wissenschaftsmagazin European Journal of Mineralogy. Die Autoren benannten das Mineral in Übereinstimmung mit der Nomenklatur der Pyrochlor-Obergruppe aufgrund seiner chemischen Zusammensetzung mit einer durch Eisen dominierten A-Position, durch Sb dominierten B-Position sowie durch Hydroxidionen dominierten Y-Position als Hydroxyferroroméit (englisch Hydroxyferroroméite).
Das Typmaterial für Hydroxyferroroméit wird unter der Katalognummer M53584 (Holotyp) in der Sammlung des zum Melbourne Museum gehörenden „Museum Victoria“ in Melbourne, Australien, aufbewahrt. Eine weitere für Analysen verwendete Stufe befindet sich unter der Registernummer BM2016,2 in der Typmineralsammlung des Natural History Museum in London, Vereinigtes Königreich. Die Typstufe des Hydroxyferroroméits misst lediglich 1,0 × 1,0 cm und stellte zum Zeitpunkt der Erstbeschreibung eine von nur zwei existierenden Stufen für dieses Mineral dar.
Roméit war ein 1841 durch Augustin Alexis Damour zu Ehren von Jean-Baptiste Romé de L’Isle, französischer Mineraloge und einer der Begründer der Kristallographie, benanntes Mineral, welches bei der Neudefinition der Nomenklatur der Pyrochlor-Obergruppe im Jahre 2010 diskreditiert wurde, da sich hinter seiner Zusammensetzung die neuen Minerale Fluornatroroméit, Fluorcalcioroméit und Oxycalcioroméit verbergen. Er ist gleichzeitig der Namensgeber für die Roméit-Untergruppe innerhalb der Pyrochlor-Obergruppe.

## Klassifikation
Die aktuelle Klassifikation der International Mineralogical Association (IMA) zählt den Hydroxyferroroméit zur Pyrochlor-Obergruppe mit der allgemeinen Formel A2–mB2X6–wY1–n, in der A, B, X und Y unterschiedliche Positionen in der Struktur der Minerale der Pyrochlor-Obergruppe mit A = Na, Ca, Sr, Pb2+, Sn2+, Sb3+, Y, U, □, oder H2O; B = Ta, Nb, Ti, Sb5+ oder W; X = O, OH oder F und Y = OH−, F, O, □, H2O oder sehr große (>> 1,0 Å) einwertige Kationen wie K, Cs oder Rb repräsentieren. Zur Pyrochlor-Obergruppe gehören neben Hydroxyferroroméit noch Fluorcalciomikrolith, Fluornatromikrolith, Hydrokenomikrolith, Hydroxycalciomikrolith, Hydroxykenomikrolith, Kenoplumbomikrolith, Oxynatromikrolith, Oxystannomikrolith, Oxystibiomikrolith, Cesiokenopyrochlor, Fluorcalciopyrochlor, Fluornatropyrochlor, Hydrokenopyrochlor, Hydropyrochlor, Hydroxycalciopyrochlor, Hydroxykenopyrochlor, Hydroxymanganopyrochlor, Hydroxynatropyrochlor, Oxycalciopyrochlor, Fluorcalcioroméit, Hydroxycalcioroméit, Oxycalcioroméit, Oxyplumboroméit, Hydrokenoelsmoreit, Hydroxykenoelsmoreit, Fluornatrocoulsellit und Hydrokenoralstonit.
Hydroxyferroroméit bildet zusammen mit Fluorcalcioroméit, Hydroxycalcioroméit (ehemals Lewisit), Oxycalcioroméit und Oxyplumboroméit innerhalb der Pyrochlor-Obergruppe die Roméitgruppe.
Da der Hydroxyferroroméit erst 2016 als eigenständiges Mineral anerkannte, ist er weder in der veralteten 8. Auflage noch in der von der International Mineralogical Association (IMA) zuletzt 2009 aktualisierten 9. Auflage der Strunz’schen Mineralsystematik aufgeführt. Auch die vorwiegend im englischen Sprachraum gebräuchliche Systematik der Minerale nach Dana kennt den Hydroxyferroroméit noch nicht.
In der zuletzt 2018 überarbeiteten Lapis-Systematik nach Stefan Weiß, die formal auf der alten Systematik von Karl Hugo Strunz in der 8. Auflage basiert, erhielt das Mineral die System- und Mineralnummer IV/C.16-030. Dies entspricht der Klasse der „Oxide und Hydroxide“ und dort der Abteilung „Oxide mit dem Stoffmengenverhältnis Metall : Sauerstoff = 2 : 3 (M2O3 und verwandte Verbindungen)“, wo Hydroxyferroroméit zusammen mit Fluorcalcioroméit, Fluornatroroméit, Hydroxycalcioroméit, Oxycalcioroméit und Oxyplumboroméit sowie den diskreditierten bzw. als fraglich geltenden Argentoroméit (D), Bismutoroméit (Q), Bismutostibiconit (Q), Cuproroméit (D), Monimolit (D), Partzit (D), Stetefeldtit (D), Stibiconit (Q) und Stibioroméit (Q) eine unbenannte Gruppe mit der Systemnummer IV/C.16 bildet.

## Chemismus
Neun Mikrosondenanalysen an Hydroxyferroroméit-Körnern von der Typlokalität ergaben Mittelwerte von 67,10 % Sb2O5; 0,15 % As2O5; 1,17 % SiO2; 0,28 % Al2O3; 0,18 % CaO; 0,58 % SrO; 16,95 % FeO; 8,69 % CuO; 0,54 % ZnO; 1,72 % H2O (aus der Stöchiometrie berechnet) und Summe = 97,36 %. Über Röntgenphotoelektronenspektroskopie (XPS) wurde die Valenz von Fe, Cu und Sb in Hydroxyferroroméit bestimmt; danach betragen die Oxidationszahlen für Eisen und Kupfer +2 sowie für Antimon +5. H2O wurde auf der Basis von 7 (O+OH+H2O) ermittelt.
Auf der Basis von sieben (O+OH) pro Formeleinheit wurde aus der chemischen Analyse für Hydroxyferroroméit die empirische Formel (Fe2+1,07Cu2+0,50Zn0,03Sr0,03Ca0,01□0,36)Σ=2,00(Sb5+1,88Si0,09Al0,02As0,01)Σ=2,00O6((OH)0,86O0,14) berechnet, die zu (Fe2+1,5□0,5)Sb5+2O6(OH) vereinfacht wurde und Gehalte von 24,48 % FeO, 73,48 % Sb2O5 und 2,05 % H2O (Summe 100,00 %) fordert.
Hydroxyferroroméit ist neben dem ungenügend charakterisierten Flajolotit, 4FeSbO4·3H2O (?), das einzige Mineral mit der Elementkombination Fe – Sb – H – O. Chemisch ähnlich sind Schafarzikit, Fe2+Sb3+2O4, Tripuhyit, Fe3+Sb5+O4, Chapmanit, Fe3+2Sb3+(Si2O5)O3(OH), Derbylith, Fe3+4Ti3Sb3+O13(OH), Hemloit, (Ti,V3+,Fe3+,Al)12(As3+,Sb3+)2O23(OH), Omsit, Ni2Fe3+(OH)6[Sb(OH)6], Örebroit, Mn2+3(Sb5+,Fe3+)(SiO4)(O,OH)3,
Rinmanit (Mg2Fe4Zn2Sb2O14(OH)2) und Whitecapsit (H16Fe2+5Fe3+14Sb3+6(AsO4)18O16·120H2O).
Innerhalb der Pyrochlor-Obergruppe sind theoretisch durch die vier verschiedenen zu besetzenden Positionen eine Vielzahl von Substitutionsmöglichkeiten vorhanden, jedoch existiert hier derzeit nur ein Analogon. Innerhalb der Roméitgruppe ist Hydroxyferroroméit das Fe-dominante Analogon zum Ca-dominierten Hydroxycalcioroméit. Hydroxyferroroméit ist das erste Mineral der Roméitgruppe (und auch der gesamten Pyrochlor-Obergruppe) mit einer Dominanz von Fe2+ auf der A-Position, während alle anderen Vertreter der Roméitgruppe entweder Ca- oder Pb-dominant sind.

## Kristallstruktur
Hydroxyferroroméit kristallisiert im kubischen Kristallsystem in der Raumgruppe Fd3m (Raumgruppen-Nr. 227) mit dem Gitterparameter a = 10,25 Å sowie acht Formeleinheiten pro Elementarzelle.
In der Kristallstruktur des Hydroxyferroroméits bilden SbO6-Oktaeder mit gemeinsamen Ecken ein für Vertreter der Pyrochlor-Obergruppe charakteristisches  B2X6-Gerüst. Die A-Positionen sind zu 75 % mit Fe2+ besetzt. Die Y-Positionen sind vollständig mit Sauerstoff belegt, der an Wasserstoff-Atome gebunden ist, die über partiell besetzte Positionen verteilt sind. Stuart Mills und Kollegen gehen dabei von einer vierfachen Unordnung der H-Positionen aus, was durch eine Ordnung im Nahbereich lokal gewährleistet ist. Jedes Sauerstoffatom auf einer Y-Position würde dabei an ein Wasserstoffatom und drei Eisenatome in einer ungefähr tetraedrischen Konfiguration gebunden sein.

## Eigenschaften

### Morphologie
Hydroxyferroroméit fand sich an seiner Typlokalität nur in Form von maximal 50 µm großen, pulverigen, gelben Boxwork-Verdrängungen nach Tetraedrit. Die Gängchen innerhalb des Boxworks (Kassettenwerks) selbst wurden wiederum durch einen mehr glasige, gelbbraune Varietät des Hydroxyferroroméits ersetzt. Diskrete Kristalle wurden bisher noch nicht identifiziert.

### Physikalische und chemische Eigenschaften
Die Aggregate des Hydroxyferroroméits sind gelb bis gelbbraun, während ihre Strichfarbe immer gelb ist. Die Oberflächen des durchscheinenden bis opaken Hydroxyferroroméits sind erdig oder zeigen einen glasartigen Glanz, was sehr gut mit dem mäßig hohen Wert für die Lichtbrechung (n = 1,898) übereinstimmt. Hydroxyferroroméit weist aufgrund seiner Zugehörigkeit zum kubischen Kristallsystem keine Doppelbrechung auf und ist optisch völlig isotrop.
Da für Hydroxyferroroméit keine Kristalle nachgewiesen wurden, fehlen Angaben zur Spaltbarkeit. Das Mineral bricht ähnlich wie Quarz, wobei die Bruchflächen muschelig ausgebildet sind. Mit einer Mohshärte von ≈ 3 gehört das Mineral zu den mittelharten Mineralen und lässt sich wie das Referenzmineral Calcit mit einer Kupfermünze ritzen. Diskrete Kristalle dürften mit einer angenommenen, dem Hydroxycalcioroméit vergleichbaren Mohshärte von 5,5 deutlich härter sein. Die berechnete Dichte beträgt 5,453 g/cm³.
Angaben zu einer möglichen Fluoreszenz im kurz- bzw. langwelligen UV-Licht fehlen ebenso wie Ausführungen zum chemischen Verhalten.

## Bildung und Fundorte
Hydroxyferroroméit wurde in einem Boxwork (Kassettenwerk) gefunden, welches sich bei der Verdrängung von Tetraedrit unter mild-sauren sowie oxidierenden Bedingungen bildete.
Typische Begleitminerale des Hydroxyferroroméits in seinem Typmaterial sind die die Matrix bildenden Minerale Siderit und Quarz sowie Hämatit, Goethit, Tetraedrit, Chalkopyrit und gediegen Antimon, die wenigstens zum Teil Reste der primären Erzminerale darstellen. In der „Australian Broken Hill Consols Mine“ (siehe unten) wurde  das Mineral zusammen mit Chlorargyrit und Dyskrasit angetroffen.
Als sehr seltene Mineralbildung konnte der Hydroxyferroroméit bisher (Stand 2018) erst von zwei Fundpunkten beschrieben werden. Die Typlokalität für Hydroxyferroroméit ist das 15 km nördlich der Grenze zu Spanien beim Dorf Oms befindliche Prospekt „Correc d’en Llinassos“ (Ravin d’en Llinassous) im Arrondissement Céret in der Region Okzitanien, Département Pyrénées-Orientales, Frankreich.
Als einziger weiterer Fundpunkt wird die „Australian Broken Hill Consols Mine“ (Consols Lode) bei Broken Hill im gleichnamigen Bergbaudistrikt, Yancowinna County, New South Wales, Australien, genannt.
Fundstellen für Hydroxycalcioroméit in Deutschland, Österreich und der Schweiz sind damit unbekannt.